# Robert Thirsk
Robert Thirsk (New Westminster, 17 augustus 1953) is een Canadees natuurkundige en ingenieur, en voormalig astronaut voor de Canadese ruimtevaartorganisatie CSA. Thirsks eerste ruimtevlucht was Space Shuttle-missie STS-78 in 1996, zijn tweede ruimtevlucht was in 2009. Toen verbleef hij zes maanden aan boord van het internationale ruimtestation ISS.

## Carrière

### Selectie als astronaut
In 1983 werd Thirsk geselecteerd als astronaut door de National Research Council van Canada. In februari 1984 begon hij aan zijn opleiding tot astronaut. In 1984 was hij back-up-payload-specialist voor STS-41-G.

### Experimenten
Thirsk nam deel aan verschillende parabolische vluchten van onder meer NASA. Daarnaast was hij betrokken bij diverse experimenten rond onder meer het internationale ruimtestation ISS. Thirsk leidde ook een internationaal onderzoeksteam dat de gevolgen van gewichtloosheid op het hart en vaatstelsel testte. Zijn team ontwierp een Anti-Gravity suit dat astronauten kon helpen de gevolgen van langdurige gewichtloosheid tegen te gaan.
In februari 1994 was hij commandant van de CASPSULS-missie, een gesimuleerde zevendaagse ruimtemissie. In 2004 zou hij deelnemen aan een andere gesimuleerde missie, NEEMO 7.

### Eerste ruimtevlucht

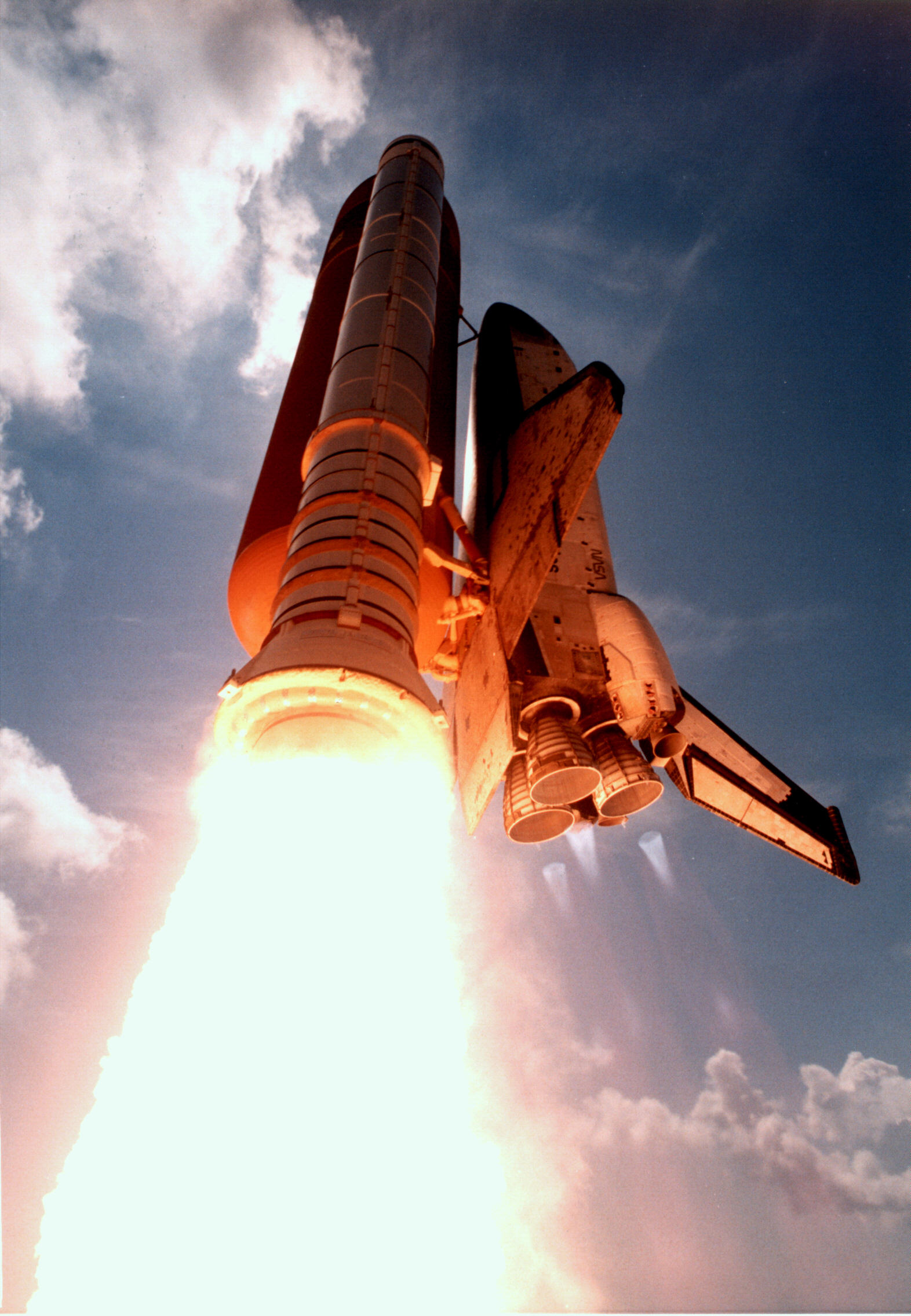
Colombia wordt gelanceerd voor STS-78

Op 20 juni 1996 werd Thrisk gelanceerd als payload-specialist aan boord van Space Shuttle Colombia voor zijn eerst ruimtemissie. Tijdens deze missie voerden Thirsk en zijn medebemanningsleden zo'n 43 experimenten uit. Het merendeel van deze experimenten werd uitgevoerd in de Spacelab-module in het laadruim van Colombia. De missie was een cruciale voorbereiding voor de lancering van het ISS in 1998. In de ruimte schreef Thirsk twee columns voor de krant Calgary Sun. Het was de eerste keer dat een astronaut een artikel schreef voor een krant, die het publiceerde terwijl de astronaut nog in de ruimte was.

### Opleiding tot missiespecialist
In 1998 begon Thrisk in het Lyndon B. Johnson Space Center in Houston aan de opleiding tot missiespecialist.

### NEEMO 7-missie
In 2004 was Thrisk commandant van de onderwatermissie NEEMO 7. Tijdens deze missie leefde hij zo'n 11 dagen onder water in het onderwaterlaboratorium Aquarius.

### Training in Moskou
Thirsk begon eveneens in 2004 aan zijn opleiding tot boordwerktuigkundige voor Sojoez-capsules. Hij slaagde en was in april 2005 reserveboordwerktuigkundige voor ESA-astronaut Roberto Vittori. Tijdens deze tiendaagse missie werkte hij als Crew Interface Coordinator in het ESA-controlecentrum in Keulen.

### Tweede ruimtevlucht
In 2008 werd Thirsk geselecteerd om in het kader van ISS-expedities 20 en 21 gedurende zes maanden in de ruimte te verblijven aan boord van het internationale ruimtestation ISS. Dit was tevens de eerste keer dat een Canadese astronaut geselecteerd werd voor een langdurig verblijf in de ruimte. Deze missie was ook de tweede van de Belgische astronaut Frank De Winne.

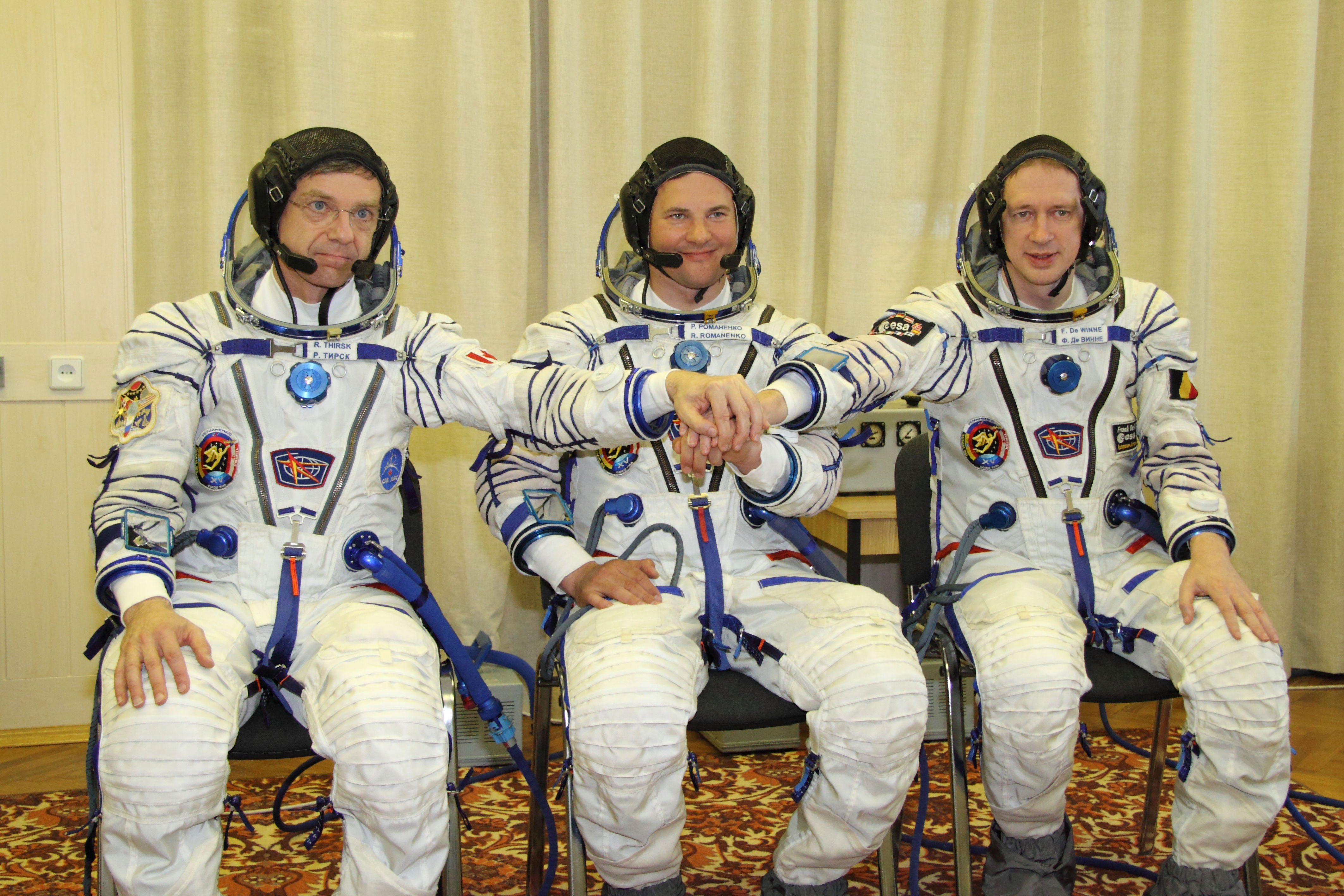
De bemanning van Sojoez TMA-15. Van links naar rechts: Thirsk, Romanenko en De Winne

Op 27 mei 2009 werden Frank De Winne, Robert Thirsk en Roman Romanenko gelanceerd aan boord van de Sojoez TMA-15-capsule vanaf de  Russische ruimtehaven Bajkonoer in Kazachstan. Twee dagen later koppelden ze aan de Zarya-module van het ISS. Tijdens deze vlucht kreeg Thirsk bezoek van twee andere Canadezen: Julie Payette, die aan boord van Space Shuttle Endeavour gelanceerd was in het kader van STS-127 en ruimtetoerist Guy Laliberté, de oprichter van het Cirque du Soleil, die gelanceerd was aan boord van Sojoez TMA-16.
Op 1 december landden Thirsk, De Winne en Romanenko terug in Kazachstan, na een verblijf van zes maanden aan boord van het internationale ruimtestation ISS.

## Verdere levensloop
Thirsk werkte van augustus 2012 tot februari 2014 voor het Canadese Institutes of Health Research. Dit instituut is de Canadese overheidsorganisatie voor gezondheidsinvesteringen.
In september 2013 opende in Calgary een middelbare school genoemd naar Robert Thirsk, de Robbert Thirsk High School.
Op 1 juli 2014 werd Thirsk rector van de Universiteit van Calgary.